# Reckless
Reckless är det fjärde albumet från den kanadensiske sångaren Bryan Adams, utgivet 1984. Albumet är ett av hans mest sålda och innehåller hitlåtarna "Summer of '69", "Heaven" och "Run to You".

## Låtlista
Samtliga låtar skrivna av Bryan Adams och Jim Vallance.
1. "One Night Love Affair" - 4:33
2. "She's Only Happy When She's Dancin'" - 3:14
3. "Run to You" - 3:53
4. "Heaven" - 4:03
5. "Somebody" - 4:43
6. "Summer of '69" - 3:36
7. "Kids Wanna Rock" - 2:35
8. "It's Only Love" (med Tina Turner) - 3:14
9. "Long Gone" - 3:58
10. "Ain't Gonna Cry" - 4:05